# Рухкян, Ашот Арамович
Ашот Арамович Рухкян (4 марта 1905, Александрополь, Российская империя — 21 июля 1993, Ереван, Армения) — советский и армянский генетик и селекционер.

## Биография
Родился 4 марта 1905 года в Александрополе (Ленинакан, Гюмри).
Решил учиться в Тифлисе и на время учёбы переехал туда. В 1920 году, в возрасте всего лишь 15 лет, стал студентом Тифлисского политехнического института, который он окончил в 1925 году. В 1925 году вернулся обратно на родину и устроился на работу на опытную станцию животноводства, где он с 1925 по 1931 год работал агрономом, с 1931 по 1936 год заведовал Алагезским опроным пунктом по овцеводству. В 1942 году был избран директором данной опытной станции, данную должность занимал вплоть до 1944 года. В 1944 году был избран директором Института животноводства, данную должность он занимал вплоть до 1952 года. С 1953 по 1993 год заведовал кафедрой разведения сельскохозяйственных животных Ереванского зооветеринарного института.
Скончался 21 июля 1993 года в Ереване.

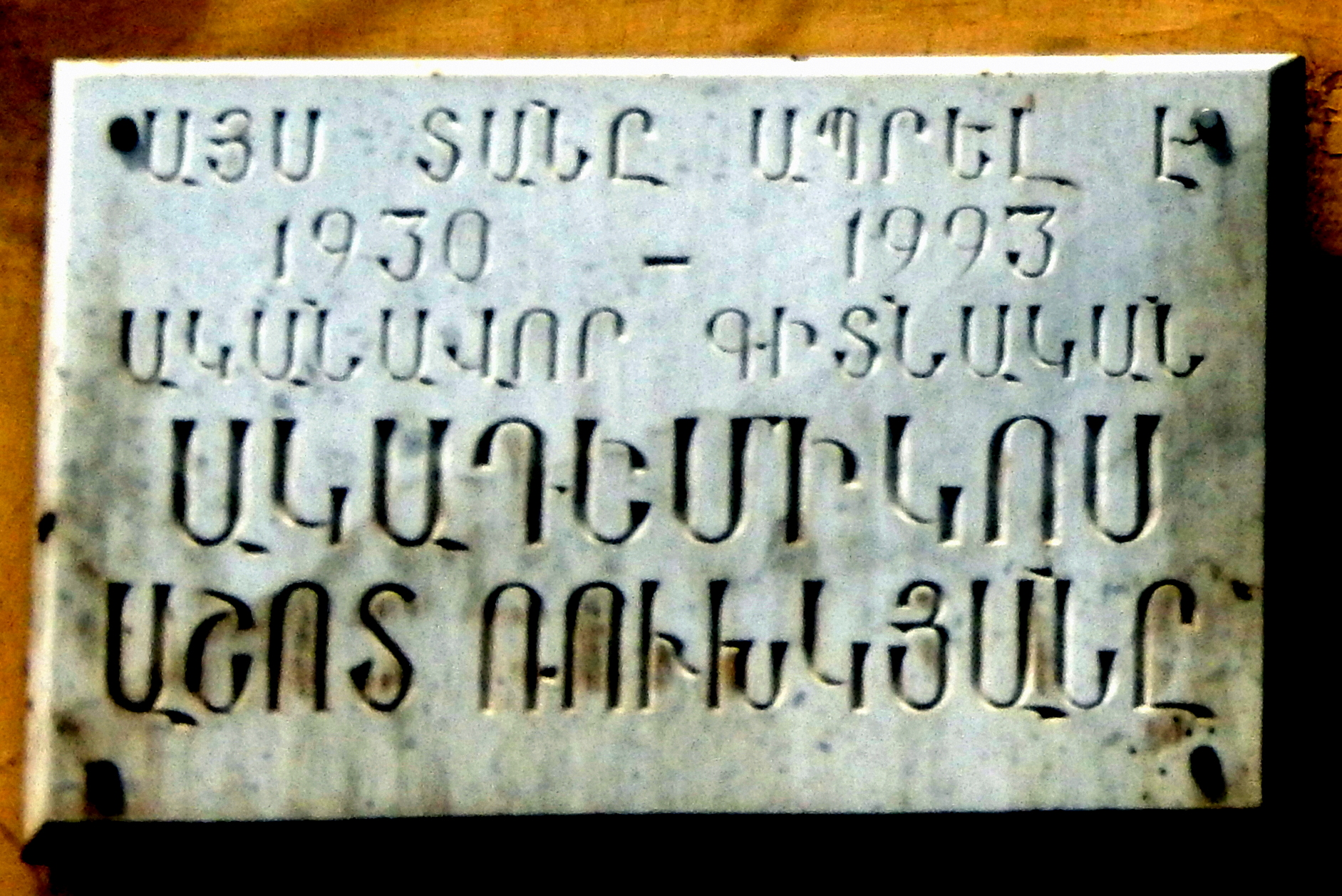
Мемориальная доска Ашоту Руккяну на ул. Налбандяна, 47

## Научные работы
Основные научные работы посвящены генетике и селекции животных.
- Изучал состояние животноводства в Армянской ССР.
- Способствовал расширению работ по интродукции культурных пород овец и их скрещиванию с местными породами.

## Избранные сочинения
- Рухкян А. А. «Пособие по племенному делу в животноводстве», 1964.
- Рухкян А. А. «Учебник по разведению сельскохозяйственных животных» (на армянском языке), 1975.

## Членство в обществах
- 1972—1992 — Академик ВАСХНИЛ.
- 1967—1976 — Президент Армянского общества генетиков и селекционеров.